# Jenny d'Héricourt
Pour les articles homonymes, voir Héricourt.
Jeanne-Marie Poinsard, dite Jenny d’Héricourt, née le 9 septembre 1809 à Besançon et morte le 12 janvier 1875 à Saint-Ouen, est une écrivaine féministe révolutionnaire française.

## Biographie
Jean-Pierre Poinsard, son père, doreur d’horloges mourut quand elle avait huit ans. Etant né à Héricourt (Haute-Saône), Jeanne-Marie adopta, pour pseudonyme, le nom de sa ville natale. Elle aurait, par ailleurs, des liens de parenté avec le naturaliste Georges Cuvier,.
D’abord institutrice, mariée puis divorcée, elle réclame le rétablissement du divorce et adhère aux idées de Cabet (communisme icarien). Elle publie un roman, Le Fils du réprouvé (1844), sous le pseudonyme de « Félix Lamb » et étudie l’homéopathie. Elle joue un rôle public et actif pendant la Révolution de 1848 fondant, avec d’autres femmes, la Société pour l'émancipation des femmes dont elle devient secrétaire.
Après l’élection de Louis-Napoléon Bonaparte à la présidence de la République, elle entreprend des études de médecine, mais sera sage-femme, la profession de médecin n’étant alors pas ouverte aux femmes. Ce sera un de ses premiers combats avec celui pour l’émancipation de la femme qu’elle définit ainsi : « Émanciper la femme, c’est la reconnaître et la déclarer libre, l’égale de l’homme devant la loi sociale et morale et devant le travail ». Elle s’oppose en particulier aux théories des principaux philosophes sociaux de son époque sur l’infériorité féminine.
La publication de son article « M. Proudhon et la question des Femmes », dans le numéro de décembre 1856 de la Revue philosophique et religieuse, déclenche une polémique avec ce dernier qui publie en réponse une lettre en 1857 dans la même revue, refusant cependant de répondre à ses arguments en invoquant « son infériorité intellectuelle naturelle ».
En 1860, elle publie son principal ouvrage, La Femme affranchie, réponse à MM. Michelet, Proudhon, É. de Girardin, Legouvé, Comte et autres novateurs modernes. Après la traduction de cet ouvrage en anglais, elle gagne les États-Unis où elle séjourne jusqu’en 1872, participant aux activités des féministes américaines.
Dans sa ville natale de Besançon, une rue du quartier des Vareilles, porte son nom, ainsi qu'une salle dans la résidence universitaire de la Bouloie. Il existe également une maison de santé « Jenny d'Héricourt » à Héricourt.
La 18e des 19 rames du tramway bisontin porte don nom.

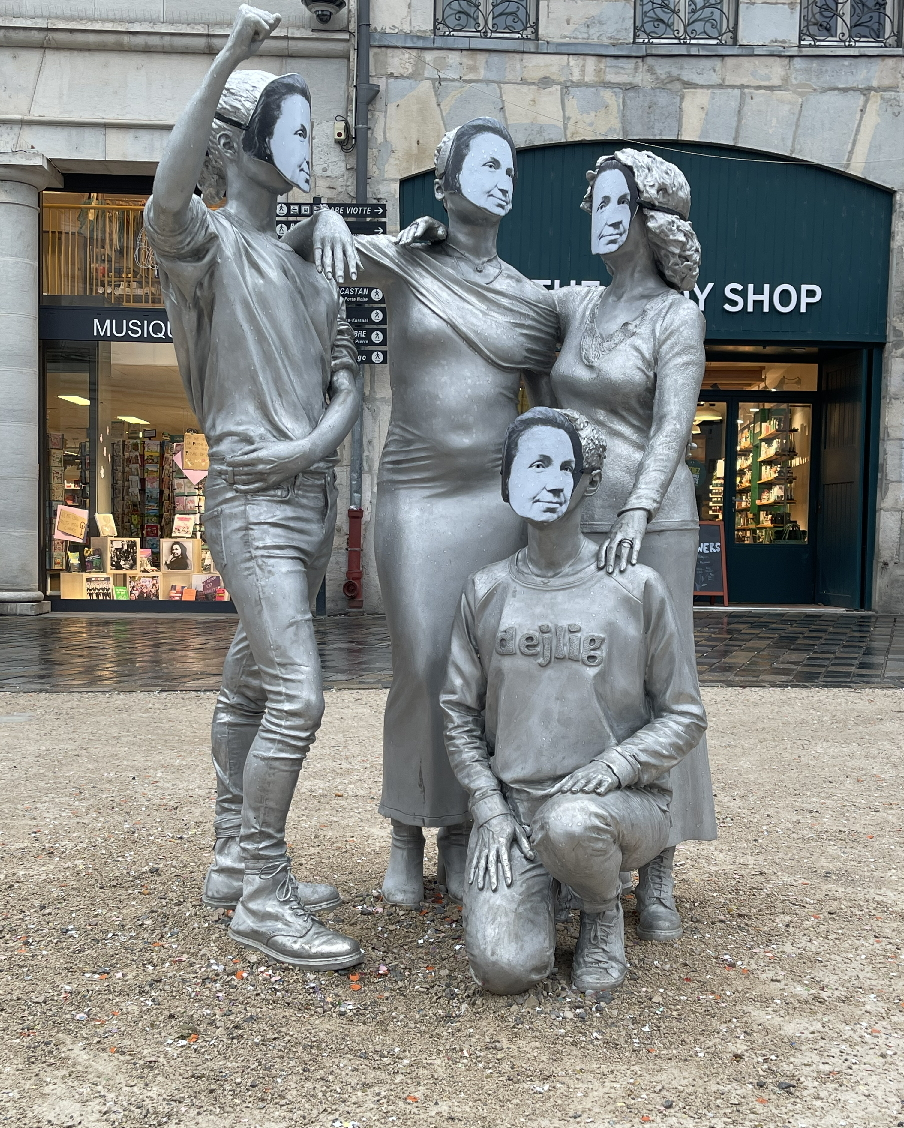
Groupe statuaire de Lili Reynaud-Dewar en hommage à Jenny d'Héricourt, place de la Révolution, Besançon (inauguré le 8 mars 2025).

En son hommage, le 8 mars 2025 (dans le cadre de la « Journée Internationale des droits des femmes et des minorités de genre »), une sculpture en aluminium de Lili Reynaud Dewar est inaugurée face à l'entrée du musée des Beaux-Arts, sur la place de la Révolution à Besançon,<,. Quatre femmes masquées avec le visage de l'écrivaine symbolisent les 4 étapes de sa vie : son métier d’enseignante, celui de soignante, son activité de révolutionnaire féministe et enfin son œuvre littéraire.

## Œuvres
- Jenny P. d’Héricourt, La Femme affranchie : réponse à MM. Michelet, Proudhon, É. de Girardin, Legouvé, Comte et autres novateurs modernes, Bruxelles, A. Lacroix, Van Meenen et Cie, 1860, 2 vol. in-8 (BNF 30596318)
  - La Femme affranchie : Réponse à MM. Michelet, Proudhon, É. de Girardin, A. Comte et aux autres novateurs modernes sur Google Livres, vol. 1, 1860
  - La Femme affranchie : Réponse à MM. Michelet, Proudhon, É. de Girardin, A. Comte et aux autres novateurs modernes sur Google Livres, vol. 2, 1860
  - La Femme affranchie, vol. 1, disponible sur le site du projet Gutenberg.
  - La Femme affranchie, vol. 2, disponible sur le site du projet Gutenberg.
- Félix Lamb, Le Fils du réprouvé, Paris, Pétion, 1844, 2 vol. in-8 (BNF 30596319)